# Huuss im Flögelner Holz
Das Huuss im Flögelner Holz ist ein Naturschutzgebiet in der Ortschaft Flögeln der niedersächsischen Stadt Geestland im Landkreis Cuxhaven.
Das Naturschutzgebiet mit dem Kennzeichen NSG LÜ 125 ist rund 15 Hektar groß. Das Gebiet steht seit dem 2. August 1985 unter Naturschutz. Zuständige untere Naturschutzbehörde ist der Landkreis Cuxhaven.
Das Naturschutzgebiet liegt im Süden des Flögelner Holzes nordwestlich von Bad Bederkesa und südwestlich von Flögeln und stellt einen Buchen- bzw. Eichen-Buchenmischwald sowie das sich östlich anschließende Niedermoorgrünland unter Schutz.